# Dan Barker
Dan Barker (né le 25 juin 1949) est un athée américain militant ayant été pasteur évangélique et musicien pendant 19 ans avant de quitter le christianisme en 1984.
Dan Barker a fréquenté les plus grandes émissions de télévision américaines pour exposer ses idées, comme dans les programmes Phil Donahue, Oprah Winfrey, Hannity & Colmes, Maury Povich, Good Morning America, The Daily Show, Sally Jessy Raphael, et Tom Leykis.
Dan Barker est aussi un invité courant des émissions de radios nationales relatives à l'athéisme et à la séparation de l'Église et de l'État. Il a été cité dans le New York Times dans un article relatif aux athées et a tenu plusieurs conférences aux États-Unis d'Amérique, notamment à l'université Harvard. Il se marie avec Annie Laurie Gaylor en 1987.

## Publications
Musicals
- Mary Had a Little Lamb (Manna Music 1977)
- His Fleece Was White as Snow (Manna Music 1978)

Books
- Losing Faith in Faith: From Preacher to Atheist (Madison: Freedom From Religion Foundation, 1992)  (ISBN 1-877733-07-5).
- Godless: How an Evangelical Preacher Became One of America's Leading Atheists (Ulysses Press, septembre 2008)  (ISBN 1569756775).
- The Good Atheist: Living a Purpose-Filled Life Without God, Ulysses Press, 2011,  (ISBN 978-1-56975-846-5)

Music albums
- Friendly Neighborhood Atheist (Madison: Freedom From Religion Foundation, 2002)
- Beware of Dogma